# Piercing à la lèvre
 (janvier 2019).
Si vous disposez d'ouvrages ou d'articles de référence ou si vous connaissez des sites web de qualité traitant du thème abordé ici, merci de compléter l'article en donnant les références utiles à sa vérifiabilité et en les liant à la section « Notes et références ».
Un piercing à la lèvre est un type de perçage corporel qui pénètre les lèvres ou la zone entourant les lèvres, qui peut être percé de diverses façons.

## Types de piercing
Les piercings à lèvres peuvent être placés n'importe où autour de la bouche, mais la surface de la lèvre n'est généralement pas percée elle-même, sauf pour les piercings des lèvres horizontaux.
Les piercings dans des positions spécifiques portent certains noms :  
- Les piercings Monroe, par exemple, sont des piercings portés sur la lèvre supérieure, à gauche, où Marilyn Monroe avait sa célèbre marque de beauté. Le piercing équivalent mais à droite s'appelle Madonna, en référence à la chanteuse éponyme.

- Les piercings Medusa passent par le centre de la lèvre supérieure (le philtrum), perpendiculairement au tissu.

- Les piercings labret peuvent être percés au centre (labret centré) ou sur le côté de la lèvre (piercing labret décalé ou lowbret).

- Les labrets verticaux passent par le centre de la lèvre inférieure, parallèlement au tissu. La version sur le côté s'appelle le lowbret vertical. Ils commencent juste à l'extérieur de la bouche là où les lèvres se rejoignent et se déplace tout droit vers le bas en sortant par le bord inférieur de la lèvre. Les deux billes sont visibles et encadrent la lèvre inférieure en haut et en bas.
- Le piercing Ashley est percé de l'intérieur de la bouche jusqu'au milieu de la lèvre inférieure. On peut seulement voir une bille au centre de la lèvre.
- Le jestrum est l'équivalent du labret vertical pour la lèvre supérieure. Il rentre par le milieu du philtrum et ressort par le milieu de la partie visible de la lèvre.

- Les piercings horizontaux sont rares et comprennent une barre horizontale sur la lèvre inférieure qui traverse la surface de la lèvre.
- Le piercing crayfish est un piercing qui ressemble fortement au piercings Madonna et Monroe, à la différence près qu'il est situé plus haut et très proche de la narine.

Il existe aussi des combinaisons courantes de ces piercings, appelées "bites" :

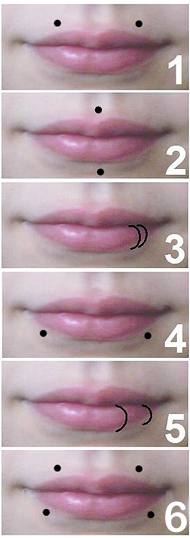
Combinaisons courantes

1. Angel bites : c'est l'association d'un piercing Madonna avec un piercing Monroe
2. Cyber bites : il s'agit d'un piercing Medusa et d'un labret
3. Spider bites : ce sont deux labret décalés du même côté, très rapprochés et très proches du coin de la lèvre.
4. Snake bites : c'est deux labrets décalés, un de chaque côté de la lèvre, évoquant les crocs d'un serpent
5. Viper bites : comme le spider bites, ce sont deux labrets décalés du même côté. Cependant ils sont plus espacés que pour un spider bites.
6. Canine bites : combinaison d'un snake bites et d'un angel bites

Et voici quelques autres combinaisons moins courantes :
- Dalhia bites : un piercing sur chacune des deux commissures des lèvres
- Shark bites : un spider bites de chaque côté
- T-rex bites : huit piercings au total, deux à chaque "coin" des lèvres
- Triangle bites : il forme un triangle renversé formé par un angel bites et un labret centré
- Joker bites : ce sont deux piercings placés à une commissure des lèvres et alignés de manière à en poursuivre le tracé.
- Dolphin bites : il s'agit de deux labrets (presque) centrés situés côte à côte.